# Комиссаржевский, Виктор Григорьевич
Виктор Григорьевич Комиссаржевский (1912—1981) — советский режиссёр театра и кино, театральный критик. Ученик Н. П. Хмелёва, соратник А. М. Лобанова. Заслуженный деятель искусств РСФСР (3.10.1966).

## Биография
Родился 7 ноября 1912 года.
С 1934 года — режиссёр Московского театра-студии под руководством Николая Хмелёва (с 1937 — театр имени Ермоловой).
С 1941 года работал как режиссёр этого и других театров.
Выступал как театральный критик, ведущий радиопередачи «Театр и жизнь».
Умер 17 мая 1981 года. Похоронен на 11-м участке Введенского кладбища рядом с отцом, оперным певцом Григорием Матвеевичем Комиссаржевским (Локшиным, 1878—1955), и женой, актрисой театра и эстрады, заслуженной артисткой РСФСР Софьей Ефимовной Сайтан (1916—1982).

## Фильмография
- 1958 — Волшебное зеркало
- 1963 — Знакомьтесь, Балуев!